# Odwach w Poznaniu

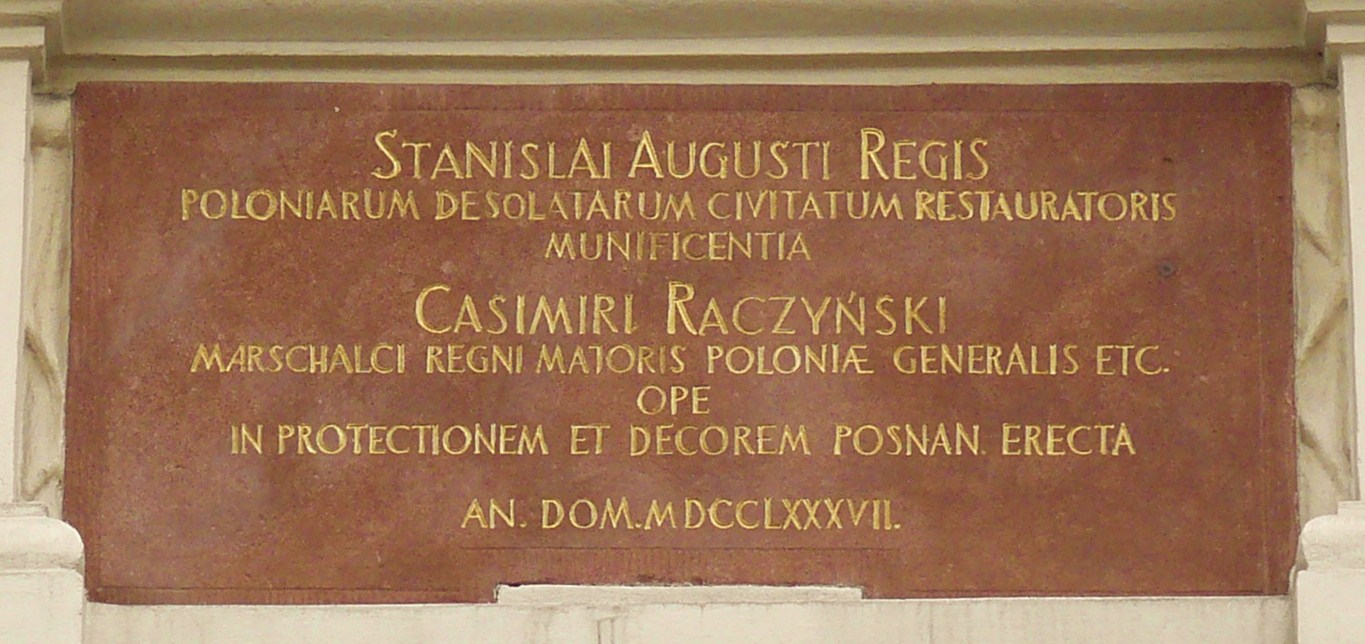
Napis nad głównym wejściem

Odwach w Poznaniu – budynek odwachu na Starym Rynku w Poznaniu. 

## Historia
Powstał w XVIII w. Pierwszy drewniany budynek zastąpiono nowym, zbudowanym w latach 1783–1787 według projektu warszawskiego architekta Jana Chrystiana Kamsetzera, w stylu klasycystycznym. Budowę sfinansował starosta generalny Wielkopolski – Kazimierz Raczyński. Służył jako siedziba dla straży miejskiej, a później policji.
W okresie międzywojennym w Odwachu umieszczono areszt garnizonowy. Poważnie uszkodzony podczas walk w 1945 r., został odbudowany w latach 1949–1951, po czym mieściła się w nim Państwowa Średnia Szkoła Baletowa. W 1961 roku stał się siedzibą Muzeum Ruchu Robotniczego im. Marcina Kasprzaka. Obecnie mieści się w nim Muzeum Powstania Wielkopolskiego 1918–1919 będące oddziałem Wielkopolskiego Muzeum Walk Niepodległościowych.
W elewacji frontowej widać ganek ograniczony z obu boków ryzalitami. Cztery kolumny wykonane w porządku toskańskim wspierają architraw, na którym widnieje fryz z tryglifami. Na attyce kartusze: na środku z herbem Rzeczypospolitej z czasów Stanisława Augusta Poniatowskiego, po lewej z herbem Raczyńskich – Nałęcz, po prawej z herbem Poznania.